# 리앨린 베이커
리앨린 베이커(Leigh-Allyn Baker, 1972년 4월 3일 ~ )는 미국의 배우이다.